# Groutiella goniorrhyncha
Groutiella goniorrhyncha là một loài Rêu trong họ Orthotrichaceae. Loài này được (Dozy & Molk.) E.B. Bartram mô tả khoa học đầu tiên năm 1954.